# Качеево
 Качеево  — деревня в Шарангском районе Нижегородской области в составе  Черномужского сельсовета .

## География
Расположена на расстоянии примерно 3 км на юг от районного центра посёлка Шаранга.

## История
Известна с 1891 года как деревня Качеева (Черномуж 4), в 1905 отмечено дворов 33 и жителей 198, в 1926 48 и 232 (мари 193), в 1950 (Качеево-Марс) 45 и 178.

## Население
Постоянное население составляло 58 человек (мари 83%) в 2002 году, 72 в 2010.